# DJI Phantom
Der DJI Phantom ist eine ferngesteuerte kompakte Quadcopter-Drohne, hergestellt vom chinesischen Technologieunternehmen DJI. Ihr Nachfolger ist der DJI Phantom 2

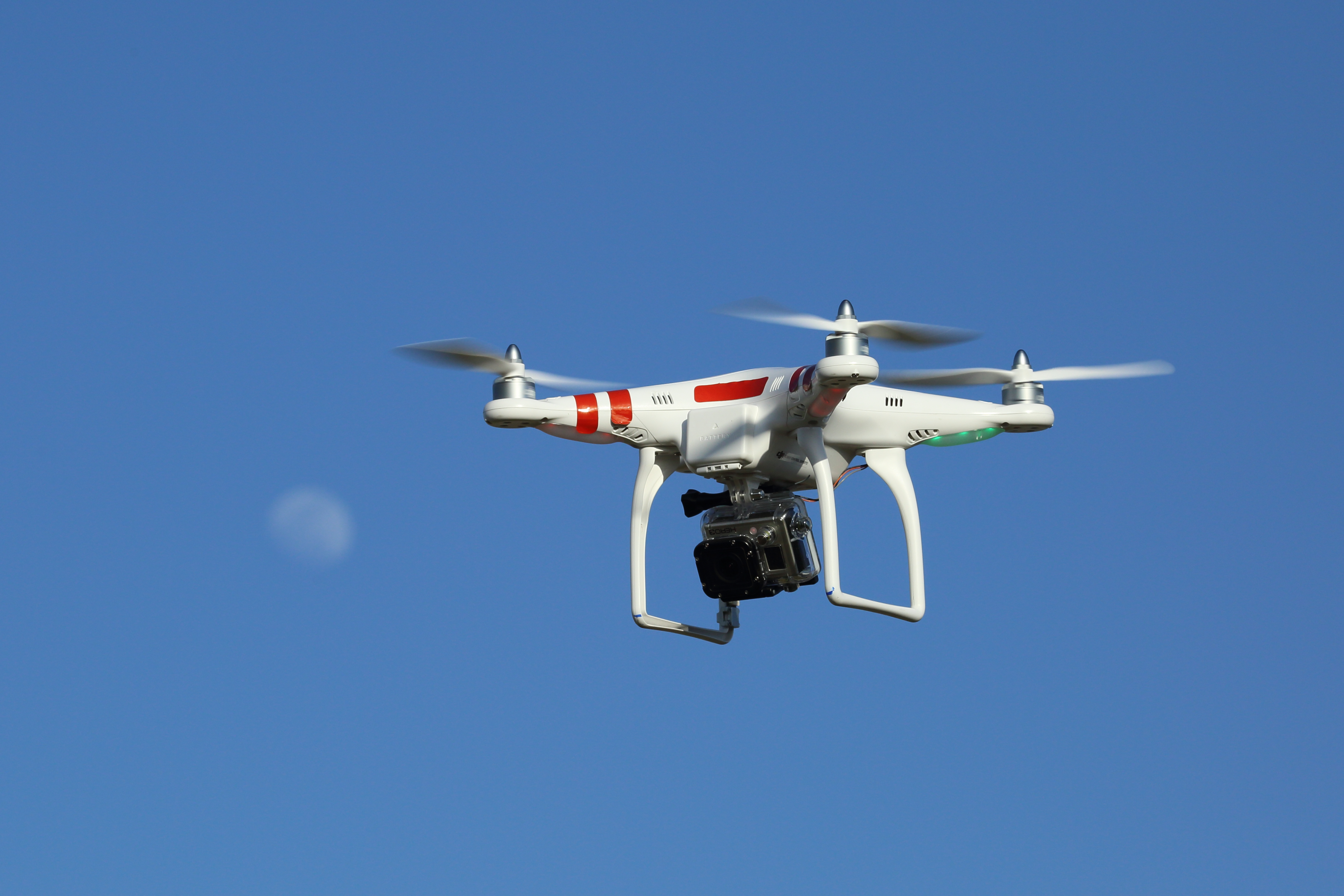
Phantom mit montierter GoPro-Kamera

## Varianten

### DJI Phantom
Modellnummer P330
Der Phantom wurde am 7. Januar 2013 auf den Markt gebracht. Sie verwendet eine Frequenz von 2,4 GHz für die Steuerung und wird von einem 2000-mAh-Akku gespeist, der eine Flugzeit von etwa 15 Minuten ermöglicht. Sie verfügt über keine integrierte Kamera, kann jedoch mit einer optionalen Halterung für eine GoPro HERO-Kamera ausgestattet werden. Die Drohne verwendet ein GPS-fähiges NAZA-M-Autopilotsystem, das ihr ermöglicht, mit automatischem Windwiderstand zu schweben.

### DJI Phantom FC40
Modellnummer P330D

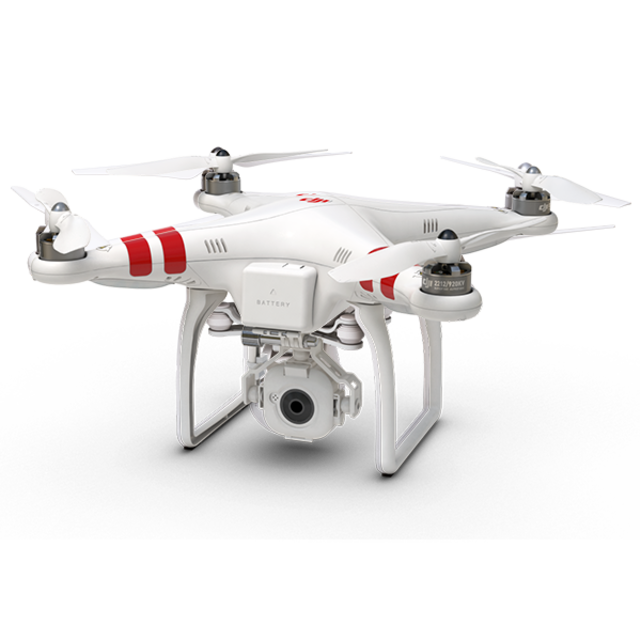
Phantom FC40

Nach dem Erfolg des Phantom 2 Vision brachte DJI im Dezember 2013 eine mit einer Kamera ausgestattete Version der Drohne als Phantom FC40 auf den Markt. Die Drohne verfügt über eine FC40-Kamera auf einer festen Halterung, die 720p-Videos mit 30 fps aufnehmen kann. Das Fluggerät nutzt 5,8 GHz für die Steuerung, sodass das 2,4-GHz-Band für die FPV-Downlink-Verbindung genutzt werden kann. Zur Steuerung kommt eine iOS/Android-App zum Einsatz und ist mit Wi-Fi- und GPS-Modulen ausgestattet. Über eine 2,4-GHz-WLAN-Verbindung liefert er nahezu in Echtzeit Luftbildvideos auf ein mobiles Gerät, sodass der Pilot Bilder und Videos unverfälscht aufnehmen kann.  Der Kamerawinkel muss vor jedem Flug manuell eingestellt werden.

## Technische Daten
Quelle: Website des Herstellers
|                           | Phantom                | Phantom FC40                 |
| UAS-Klasse                | ohne Klassifizierung   | ohne Klassifizierung         |
| Einführungsjahr           | 2013                   | 2013                         |
| Startmasse                | 1199 g                 | 1199 g                       |
| Maße (ohne Propeller)     | 350 mm (Diagonale)     | 350 mm (Diagonale)           |
| max. Flugzeit             | 15 Minuten             | 12 Minuten                   |
| Hindernisvermeidung       | ohne                   | ohne                         |
| max. Flughöhe (N.N)       | nicht spezifiziert     | nicht spezifiziert           |
| max. Reichweite           | 800 m (FCC) 400 m (CE) | 800 m (FCC) 400 m (CE)       |
| max. Steiggeschwindigkeit | 6 m/s                  | 6 m/s                        |
| max. Sinkgeschwindigkeit  | 6 m/s                  | 6 m/s                        |
| Windwiderstand            | nicht spezifiziert     | nicht spezifiziert           |
| max. Geschwindigkeit      | 10 m/s                 | 10 m/s                       |
| max. Fotoauflösung        | -                      | 0,9 MP                       |
| max. Videoauflösung       | -                      | 720p 30fps                   |
| Bildsensor                | -                      | nicht spezifiziert           |
| Objektiv                  | -                      | nicht spezifiziert           |
| Sichtfeld                 | -                      | 100°                         |
| Blende                    | -                      | f/2.2                        |
| Zoom                      | -                      | 1-10x                        |
| Gimbal                    | -                      | ohne                         |
| ISO Foto                  | -                      | nicht spezifiziert           |
| ISO Video                 | -                      | nicht spezifiziert           |
| Verschlusszeit            | -                      | nicht spezifiziert           |
| Max. Video Bitrate        | -                      | nicht spezifiziert           |
| Fotoformat                | -                      | nicht spezifiziert           |
| Videoformat               | -                      | nicht spezifiziert           |
| Akku-Art                  | 3S Li-Po               | 3S Li-Po Li-Ion (FC40)       |
| Akku                      | 2200 mAh               | 2200 mAh 700 mAh (FC40)      |
| Positionsbestimmung       | GPS                    | GPS                          |
| Übertragungssystem        | 2,4 GHz                | 5,8 GHz Wi-Fi 2,4 GHz (FC40) |
| Interner Speicher         | -                      | ohne                         |
| Betriebstemperatur        | −10 bis 50 °C          | −10 bis 50 °C                |

## Trivia
Ein DJI Phantom ist im National Air and Space Museum in Washington, D.C. ausgestellt. Die Drohne gehörte zuvor dem Bard College und wurde 2015 dem Museum gespendet.